# Rifada
La rifāda (in arabo ﺭﻓﺎﺩة‎?) era una funzione pubblica onorifica in vigore nel periodo preislamico tra i Quraysh della città di Mecca, nell'Hijaz. 
Assieme alla siqāya - la funzione cioè delegata all'approvvigionamento delle bevande per i pellegrini che giungevano in città da ogni parte della Penisola araba per partecipare alla ʿumra - alla Ḥijāba (la custodia nel santuario urbano della Kaʿba, con le funzioni cerimoniali e devozionali delegate al culto di Hubal), alla Dār al-Nadwa (la presidenza del malāʾ, o consiglio dei capi-clan), alla Qiyāda (comando delle formazioni guerriere in caso di eventi bellici) e al Liwāʾ (l'onore di portare il vessillo tribale in guerra), essa faceva parte delle principali istituzioni pubbliche meccane, create da Qusayy, un antenato di Maometto.
Consisteva nella fornitura di vivande per chi partecipava al pellegrinaggio della ʿumra, che in epoca preislamica aveva luogo nel mese lunare di Rajab.
Il piatto tipico - per cui Mecca seguitò nei secoli a vantare la primogenitura e l'eccellenza della preparazione - era il tharīd, un brodo di carne di animali sacrificali (per lo più dromedari ma, in subordine, anche di ovini) nel quale venivano cotti pezzi di focaccia di orzo e di verdure della zona. 
Per garantire l'acquisto dell'occorrente non sappiamo con certezza se (e in che misura) venissero sottoposti a prelievi i pellegrini stessi e, comunque, gli abitanti di Mecca in genere o solo le famiglie più illustri e ricche che componevano il mala' cittadino (una sorta di assemblea dei capi-clan maggiormente impegnati e beneficati dai traffici da e per la Siria e lo Yemen e, in minor misura, l'Egitto e l'Abissinia).
Dopo l'ḥilf al-muṭayyabīn, la funzione fu gestito dal clan dei Banu ʿAbd Manāf ibn Quṣayy (il clan discendente da ʿAbd Manāf b. Quṣayy) e poi, già vivente il Profeta Maometto, da suo nonno ʿAbd al-Muṭṭalib, per passare quindi al nipote ʿAlī b. Abī Ṭālib. Questi lo cedette infine allo zio paterno al-ʿAbbās b. ʿAbd al-Muṭṭalib, antenato di riferimento della dinastia califfale abbaside.